# Người Mỹ gốc Faroe
Người Mỹ gốc Faroe (tiếng Anh: Faroese Americans, tiếng Faroe: føroyskir amerikumenn) là người Mỹ gốc Faroe hoặc người gốc Quần đảo Faroe cư trú tại Hoa Kỳ. Quần đảo Faroe là một nhóm gồm mười tám hòn đảo nằm giữa Iceland và Na Uy, và chúng là một phần của Vương quốc Đan Mạch. Bởi vì nhiều người nhập cư được xác định là có quốc tịch Đan Mạch nên không biết có bao nhiêu người Mỹ gốc Faroe.